# 川本町立川本中学校
川本町立川本中学校（かわもとちょうりつ かわもとちゅうがっこう）は、島根県邑智郡川本町大字川下にある公立中学校。

## 校区
川本町全域、川本町立川本小学校の通学区域となっている。
- 因原、川内、川下、川本、北佐木、久座仁、小谷、都賀行、田窪、谷戸、多田、馬野原、南佐木、三原、三俣、湯谷

## 部活動

### 体育部
- 野球部
- 女子バレー部
- 陸上部

### 文化部
- 吹奏楽部

## 交通
- 川本町スクールバス 三原線・矢谷線、石見交通 江津川本線
  - 「川本中学校前」より